# جنون در روش
جنون در روش به (انگلیسی:Madness in the Method) یک فیلم هیجان انگیز، جنایی کمدی محصول آمریکا در سال ۲۰۱۹ می‌باشد.

## بازیگران
- جیسون موس
- تری هچر
- مت ویلیس
- وینی جونز
- کوین اسمیت
- جینا کارانو
- دنی ترخو
- استن لی
- مت نای
- میکی گوچ جونیور
- رادین کاین
- کاسپر ون دین
- دیوید دستمالچیان
- هارلی کوئین اسمیت
- ایوانا لینچ
- برایان اوهالوران